# 威洛斯普林斯 (密蘇里州)
威洛斯普林斯（英語：Willow Springs）是位於美國密蘇里州豪厄爾縣的城市。

## 人口
根據2020年美國人口普查的數據，威洛斯普林斯的面積為9.77平方千米，當中陸地面積為9.74平方千米，而水域面積為0.03平方千米。當地共有人口2164人，而人口密度為每平方千米221人。